# M80 Radio
Pour les articles homonymes, voir M80.
M80 Radio était une station de radio privée espagnole, spécialisée dans les variétés des années 1970, 1980 et 1990. Elle appartenait au groupe Prisa, via sa filiale Prisa Radio (ex Unión Radio). Sa zone de diffusion couvrait l'ensemble du territoire espagnol ainsi que la Principauté d'Andorre. En 2007, une station homonyme, M80 Radio, a été lancée au Portugal : bien qu'appartenant également au groupe Prisa et diffusant les mêmes genres musicaux que sa « grande sœur » espagnole, il s'agit d'une version spécifique, en portugais, ayant sa propre ligne éditoriale. 
M80 commence à émettre le 6 juillet 1981 sous le nom de Radio 80 (Cadena 80). Elle a alors un format généraliste, et a pour actionnaire majoritaire le groupe catholique Edica (Editorial Católica). Luís Ángel de la Viuda est son premier directeur. En 1984, elle est rachetée par Antena 3 Radio, et change de nom et de format à cette occasion : devenue Radio 80 Série Oro, elle se spécialise dans la musique, et plus spécialement les grands standards du rock des années 1960 et 1970. Au mois de janvier 1993, l'entrée du groupe Prisa dans le capital d'Antena 3 Radio entraîne la fusion de Radio 80 Série Oro avec Radio Minuto. La station prend le nom de M80 Série Oro, raccourci en M80 à partir de 1994. 
La grille des programmes de M80 est presque entièrement consacrée à la musique, avec seulement quelques bulletins d'information produits par l'équipe de la Cadena SER. L'antenne est rythmée par les grands succès du rock (essentiellement anglo-saxon) et de la pop des années 1970, 1980, 1990 et 2000 : Dire Straits, Duran Duran, U2, Aerosmith, David Bowie, Black Eyed Peas, entre autres exemples. Le matin, les auditeurs sont réveillés par le programme « Morning 80 », présenté par Javier Penedo et Miguel Coll, qui mêle musique, infos, sketches et chroniques. Le week-end, l'émission « No Sólo Los 80 », présenté par Juan Pablo Jiménez, permet aux auditeurs de choisir les morceaux qu'ils souhaitent entendre à l'antenne, et « Jazztamos aquí », présenté par Rafa Fuentes, se spécialise dans la fusion et les sonorités mélangées (jazz, soul, pop...). 
Les résultats d'une enquête effectuée par l'Estudio General de Medios en 2010 montrent que l'auditeur-type de la station est plutôt d'âge moyen (adultes et jeunes adultes : 36,9 % a entre 35 et 44 ans, 26,8 % a entre 25 et 34 ans, 16,9 % a entre 45 et 54 ans), issu des classes moyennes (48,5 %) et de sexe masculin (54,9 %). En 2010, M80 pouvait compter sur une audience d'environ 591 000 personnes. Le 21 novembre 2018, elle devient LOS40 Classic.

## Fréquences
M80 Radio dispose d'un réseau d'émetteurs en modulation de fréquence lui permettant de couvrir l'ensemble du territoire espagnol et du territoire andorran. Elle peut également être écoutée dans le monde entier par internet.
- Albacete : 96.4
- Alicante : 90.0
- Almería : 99.0
- Andorre : 92.6
- Barcelone : 90.5
- Bilbao : 98.8
- La Corogne : 97.6
- Grenade : 89.3
- Madrid : 89.0
- Tolède : 93.6
- Valence : 96.1
- Saragosse : 98.6
- Malaga : 101.1